# Teófilo Stevenson
Teófilo Stevenson Lawrence  (n. 29 martie 1952, Puerto Padre⁠(d), Las Tunas Province⁠(d), Cuba – d. 11 iunie 2012, La Habana, Havana Province⁠(d), Cuba) a fost boxer amator cubanez.
Stevenson a fost de trei ori campion olimpic, la Olimpiadele din 1972 (München), 1976 (Montréal) și 1980 (Moscova). Stevenson nu a participat la Olimpiada de la Los Angeles (1984) din cauza boicotului cubanez.
În 1974, la Havanna, a devenit campion mondial la amatori categoria grea; în 1978 la Belgrad și-a apărat titlul. Iar în anul 1986 a câștigat titlul de campion la categoria supergrea la Reno, Nevada.
Palmaresul său în cariera de boxer: din 324 de meciuri a câștigat 302 și a pierdut 22.
După ce s-a retras din activitate, Stevenson, cunoscut în Cuba sub numele de alintare Pirolo, a lucrat ca antrenor de box, fiind printre altele și vicepreședinte al Federației Cubaneze de Box.
A decedat în urma unui atac de cord.

## Palmares
| Medalii obținute      |                  |                     |
| Box                   |                  |                     |
| Jocurile Olimpice     |                  |                     |
| Aur                   | 1972 München     | categoria grea      |
| Aur                   | 1976 Montreal    | categoria grea      |
| Aur                   | 1980 Moscova     | categoria grea      |
| Campionatele Mondiale |                  |                     |
| Aur                   | 1974 Havanna     | categoria grea      |
| Aur                   | 1978 Belgrad     | categoria grea      |
| Aur                   | 1986 Reno        | categoria supergrea |
| Jocurile Panamericane |                  |                     |
| Bronz                 | 1971 Cali        | categoria grea      |
| Aur                   | 1975 Mexico City | categoria grea      |
| Aur                   | 1979 San Juan    | categoria grea      |